# KS Murowana Goślina
Le KS Murowana Goślina est un club féminin de volley-ball polonais fondé en 2009 et basé à Murowana Goślina, évoluant pour la saison 2014-2015 en I liga.

## Effectifs

### Saison 2014-2015
Entraîneur :  Piotr Sobolewski